# Intracranial Self-stimulation
Intracranial self-stimulation (ICSS) (Deutsch: „intrakraniale Selbstreizung“ oder „intrakranielle Selbstreizung“), ist ein erstmals 1954 von James Olds und Peter Milner durchgeführtes Experiment in der Verhaltensforschung bei Ratten.
Bei der ICSS kann sich das Versuchstier durch Tastendruck selber über eine vorher vom Experimentator in ein bestimmtes Hirnareal implantierte Elektrode reizen. Eine solche Selbstreizung wird von der Ratte sogar dem Fressen und dem Sex vorgezogen, weil hier Suchtzentren („reward centres“, „pleasure centres“) direkt stimuliert werden (z. B. präfrontaler Cortex, Thalamus, Nucleus accumbens). Auch werden Schmerz auslösende Handlungen in Kauf genommen, beispielsweise das Überqueren eines unter Strom stehenden Metallgitters, um an die Taste zur Selbstreizung zu gelangen.